# 박연 (1595년)

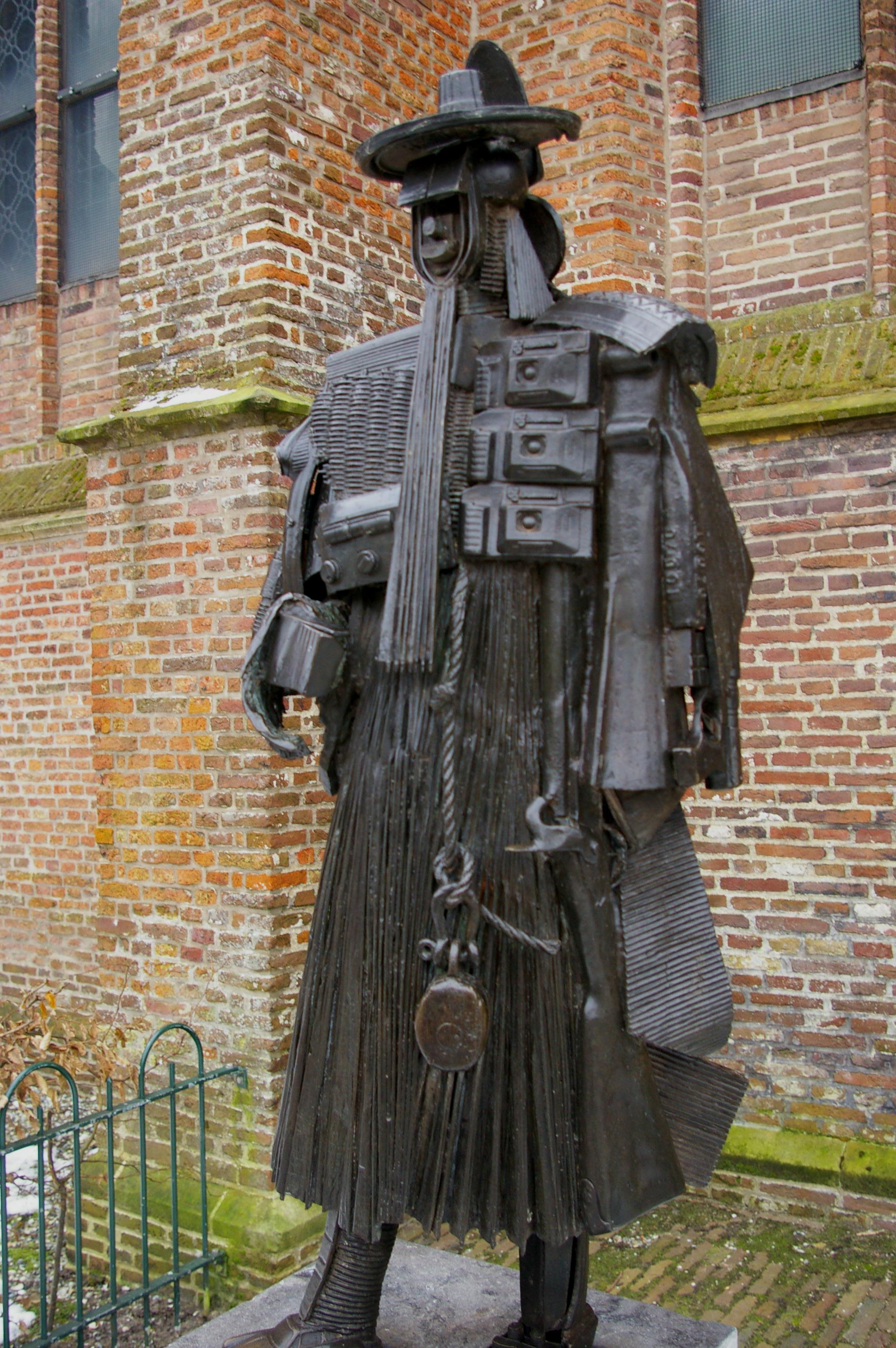
알크마르의 마을인 더레이프에 설치되어 있는 박연 기념 동상

박연 (朴延, 朴燕 1595년 ~ ?) 또는 얀 얀스 벨테브레이(네덜란드어: Jan Jansz Weltevree)는 조선 후기의 무신이다. 네덜란드인으로 인조 통치시 유럽인 최초로 귀화하였다. 1627년 제주도에 표착하였고 병자호란에도 참전하였다. 한반도에 처음으로 유럽을 소개했다고 전해진다.

## 생애
알크마르의 마을인 드레이프에서 태어났다. 1626년(인조 4) 홀란디아(네덜란드어: Holandia) 호의 승무원으로 취업하여 네덜란드령 동인도로 향하였고, 1627년(인조 5년)에 사략선 아우에르케르크(네덜란드어: Ouwerkerck) 호의 Hoofdman(Captain or 과장을 의미)으로 부임하여, 중국 상선을 나포하고 네덜란드 동인도회사 본부가 있는 바타비아로 항해하던 도중 풍랑을 만나 부하 두명과 함께 제주도에 표착했다.
부하 디럭 헤이스버르츠(네덜란드어: Direk Gijsbertz) 및 얀 피터르 페르바스트(네덜란드어: Jan Pieter Verbaest)와 함께 땔감과 음료수를 구하러 제주도에 상륙했다가 관헌에게 붙잡혀 한양에 호송되고 훈련도감에서 근무했다. 조선왕조실록에는 이들이 남만 출신이라고 기록되어 있다. 나중에서야 그들이 네덜란드인이라는 것을 알게 되었다. 훈련대장 구인후의 지휘를 받아 항복해 온 일본인과 포로가 된 청나라 군인을 통솔 감시했고, 명나라에서 수입한 홍이포의 제작법·조종법을 지도했다. 병자호란이 일어나자 세 사람은 모두 출전하여 박연을 제외한 두 사람은 전사하였다.
1648년(인조 26년) 8월 25일 인조실록의 기록을 보면, “정시를 설행하여 문과에 이정기 등 9인을, 무과에 박연 등 94인을 뽑았다”라고 되어 있다. 《증보문헌비고》의 ‘본조등과총목’에도 박연이 장원으로 급제했다는 기록이 있는데, 박연은 벨테브레이로 여겨진다.
조선 여성과 결혼하여 1남 1녀를 낳았다. 《하멜 표류기》에 따르면, 1653년(효종 4년) 헨드릭 하멜 일행이 제주도에 이르렀을 때 파견되어 하멜 등을 서울에 호송하고 하멜이 도감군오(都監軍伍)에 소송되자 이를 감독하는 한편 한국의 풍속을 가르쳐 주고 통역했다고 한다.
그는 겨울에 솜옷을 입지 않을 정도로 건강했으며, 동양 각국의 풍물 및 선악(善惡), 화복(禍福)에 대해 이야기하는 것을 즐겼다고 한다. 그의 출신을 고려할 때 개신교의 교리를 조선인들에게 설파한 것이 아니냐는 추측이 있기도 하다.
공식적으로 귀화인이 된 박씨다. 벨테브레이는 네덜란드에 후손들이 있었다. 벨테브레이의 아버지도 네덜란드 사람이다. 박연과 결혼한 여성의 집안에 대해서는 알려진바가 없다. 단지 박연과 결혼할 위치의 집안에 대해서는 박연이 조선에 와서 살아온 행적을 보면 추측을 할 수 있을뿐이다. 박연의 집안과 박연의 부인의 가문에 대한 어떤 역사적 기록이 상세하게 구체적으로 남겨져있지 않다. 그리고 박연과 결혼한 여자집안에 대한 추론도 결국 정확하지 못하다. 박연이 원산 박씨의 시조라고 하지만 그 계통이 후대로 연결되지 못하였는지 원산 박씨에 대한 기록이 매우 적다.

## 관련 작품

### 드라마
- 《탐나는도다》(MBC, 2009년, 배우:하일)

### 뮤지컬
- 《푸른 눈 박연》(서울예술단, 2013년, 배우:박영수)

## 같이 보기
- 헨드릭 하멜
- 윌리엄 애덤스

## 참고 자료
- 이 문서에는 다음커뮤니케이션(현 카카오)에서 GFDL 또는 CC-SA 라이선스로 배포한 글로벌 세계대백과사전의 내용을 기초로 작성된 글이 포함되어 있습니다.